# Теплов, Владимир Владимирович
Влади́мир Влади́мирович Теплов (9 февраля 1861 — 28 сентября 1924, Париж) — русский генерал, герой Первой мировой войны, командующий войсками Петроградского военного округа, участник Белого движения.

## Биография
Православный. Из дворян.
Окончил Орловский Бахтина кадетский корпус (1879) и 1-е военное Павловское училище (1881), выпущен подпоручиком с прикомандированием к лейб-гвардии Измайловскому полку и в том же году переведен в полк с чином прапорщика гвардии.
Чины: подпоручик гвардии (1884), поручик (1885), штабс-капитан (1894), капитан (1899), полковник (1904), генерал-майор (за отличие, 1913), генерал-лейтенант (1917).
Командовал ротой и батальоном Измайловского полка, затем 89-м пехотным Беломорским полком (1909—1913).
13 апреля 1913 года назначен командиром лейб-гвардии Финляндского полка, с которым вступил в Первую мировую войну. Был награждён орденом Святого Георгия 4-й степени
За то, что мужественно руководил блестящими действиями полка и затем бригады, в боях под Ивангородом, когда в ночь на 10 окт. 1914 г., развернувшись прямо с похода и заняв линию: Новая Весь, Старая Завада, Коциолки, остановил натиск превосходных сил австрийцев, теснивших отступавшую в крепость пехоту и, затем отбив штыками свыше 15 яростных атак 1-го австрийского корпуса, обезопасил положение 3-го Кавказского корпуса от грозившего обхода и дал возможность Гвардейскому корпусу развернуться для  боя, чем сильно способствовал общему успеху Ивангородской операции.
и Георгиевским оружием
За то, что 2 ноября 1914 г., во главе 2-й бригады 2-й гвардейской пехотной дивизии занял д. Янгрот и сбил противника, находившегося в районе этой деревни, чем оказал весьма важную и своевременную поддержку соседней дивизии; занимая д. Янгрот с 3 по 17 ноября, отбил все настойчивые атаки превосходных сил противника, находясь все время под губительным огнём, и, благодаря искусному руководству и личному мужеству, отстоял обороняемый им важный участок позиции.
В 1915—1917 годах командовал бригадой 2-й гвардейской пехотной дивизии. С июня 1917 года находился в распоряжении военного министра.
В 1907 году стал масоном петербургской ложи «Полярная звезда» Великого востока Франции. Член ложи «Истинные друзья» в Петербурге, входившую в Великий восток народов России. По его рекомендации в эту же ложу был принят Савинков, Борис Викторович. Уже в эмиграции в Париже был одним из масонов, пытавшихся реанимировать работу ВВНР.
Во время Корниловского выступления был назначен командующим войсками Петроградского военного округа, сменил на этом посту Савинкова, но уже через несколько дней смещен, так как мог поддержать Корнилова. С сентября 1917 находился в распоряжении Военного министра.
После Октябрьской революции уехал на Дон и вступил в Донскую армию. Заведовал военнопленными Войска Донского (1918—1919). В составе ВСЮР командовал бригадой 34-й пехотной дивизии (1919), 34-й пехотной дивизией (1919—1920). В январе 1920 года с остатками дивизии вошел в 3-й армейский корпус генерала Слащёва. Эвакуировался из Крыма в Константинополь. В 1921 эмигрировал в Югославию. В 1923 году переехал во Францию, состоял членом Союза участников войны.
В 1924 году умер в госпитале Вильжюиф около Парижа.

## Награды
- Орден Святого Станислава 3-й ст. (1892);
- Орден Святой Анны 3-й ст. (1901);
- Орден Святого Станислава 2-й ст. (1908);
- Орден Святой Анны 2-й ст. (1911);
- Орден Святого Владимира 3-й ст. (1913);
- Орден Святого Станислава 1-й ст. с мечами (1914);
- Орден Святого Георгия 4-й ст. (ВП 31.01.1915);
- Георгиевское оружие (ВП 14.06.1915);
- Высочайшее благоволение (за боевые отличия, ВП 07.01.1917).